# Bonaventura Peeters (II)

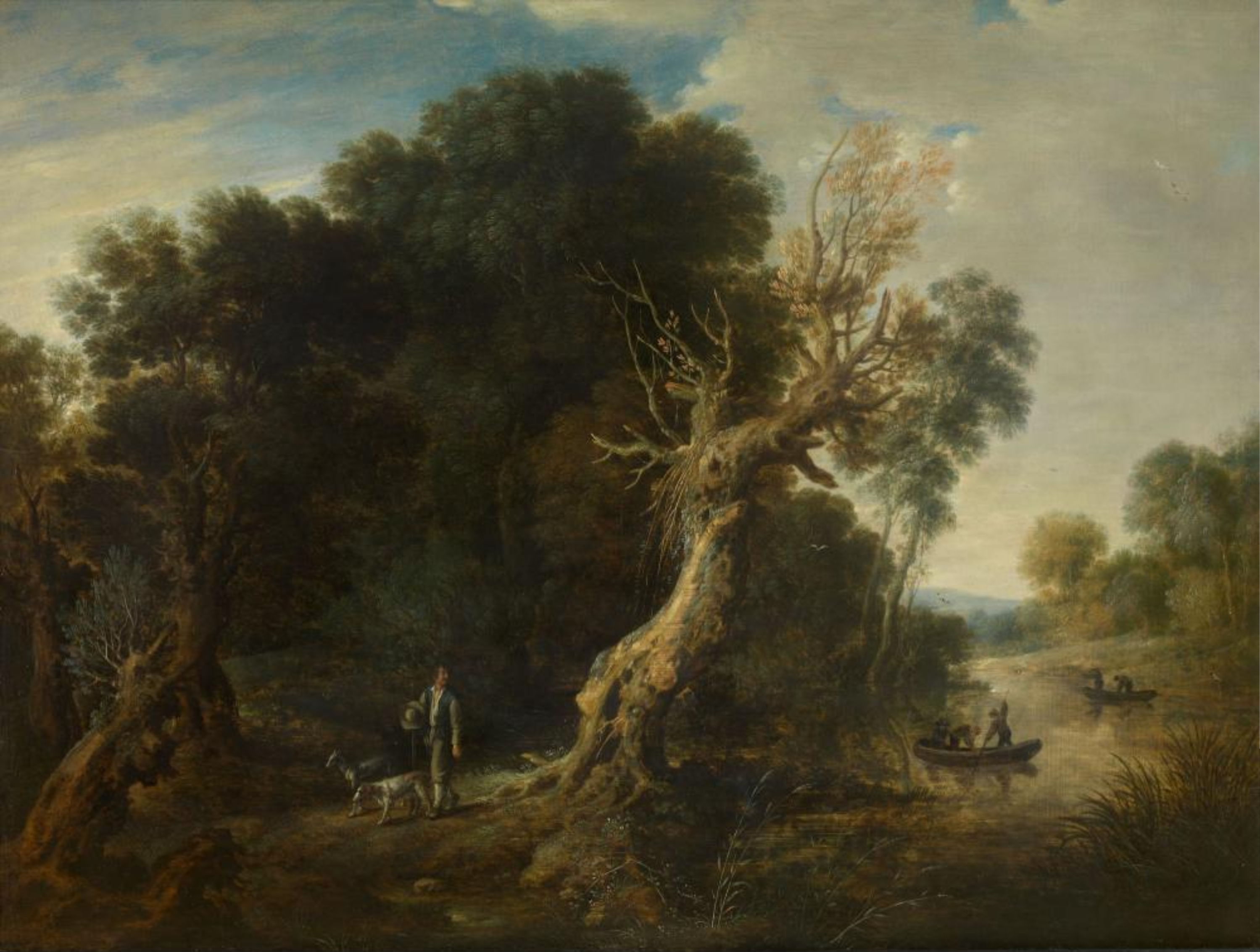
Bosgezicht (1689)

Bonaventura Peeters (II) (Antwerpen, 17 oktober 1648 – aldaar, 2 september 1702) was een Zuid-Nederlands schilder. Hij is vooral bekend om zijn zeegezichten en landschappen.
Peeters werd geboren in Antwerpen als zoon van schilder Gillis Peeters (I) en Elizabeth de Smidt. Hij was de broer van Guillaume en Gillis Peeters II. In 1685 werd hij vader van Bonaventura Peeters (III).
Hij werkte van 1672 tot aan zijn overlijden als schilder en verfhandelaar in Antwerpen, maar een notariële akte van 8 oktober 1681 vermeldt ook een reis naar Messina op het Nederlandse schip De Leeuw. 
Peeters vervaardigde voornamelijk marines en landschappen, maar ook voorstellingen van veldslagen.
- Biografisch Portaal: 46933533
- RKD-Nederlands Instituut voor Kunstgeschiedenis: 62355
- Union List of Artist Names: 500004171
- Virtual International Authority File: 95706071